# Obando (Valle del Cauca)
Obando es uno de los 42 municipios que conforman el departamento del Valle del Cauca, localizado el la región norte del departamento. Ubicado en la ribera oriental del río Cauca y entre la Cordillera Occidental y la Cordillera central.

## Límites
- Al norte con el municipio de Cartago
- Al sur con el municipio de La Victoria
- Al oriente con el río La Vieja, Montenegro y Quimbaya, Quindío
- Al Occidente con el Río Cauca y el municipio de La Unión.

## Generalidades
Vecinos de Cartago, La Victoria y Toro fundaron la población, que llamaron El Naranjo. Inicialmente, fue un corregimiento de La Victoria hasta su erección como municipio.
La Región que ocupa el Municipio de Obando fue habitada temporalmente, en épocas lejanas, por Comunidades indígenas de diversa procedencias, entre ellas, las pertenecientes a la tribu de los Quimbayas y los Chocoes, sin embargo, la Región era transitada por otras familias indígenas, que se desplazaban a otros lugares del territorio. 
Pasaron varios Siglos, desde la desaparición de los primeros habitantes y la recuperación natural de los dominios del Cacique Patuma, cuando empezó a gestarse en las postrimerías del siglo XIX, la colonización "Antioqueña" en territorios que hacían parte de la provincia del Cauca y que posteriormente dieron origen al Departamento del Valle del Cauca, después de un litigio donde los Vallecaucanos salieron ganadores. 
Grupos de colonizadores antioqueños en oleadas sucesivas, cada vez más numerosas irrumpieron hacia el sur de Antioquia por la Cordillera occidental, tomando como punto de partida la población de Toro en el Valle del Cauca. 
A mediados de 1890, un grupo numeroso de colonizadores, salió de la población de Toro y tomó el rumbo al occidente en busca de las sierras anheladas, unos buscaban tierras fértiles para la agricultura y otros buscaban al tan codiciado oro. 
Las selvas recuperadas en su totalidad, tupida, espesa, impresionante, los árboles gigantescos, pregonaban el vigor juvenil de la naturaleza que durante varios siglos habían permanecido inviolada y pura.

## División Político-Administrativa
Además de su Cabecera municipal. Obando tiene bajo su jurisdicción los siguientes Centros poblados:
- Cruces
- El Chuzo
- Juan Díaz
- Puerto Molina
- Puerto Samaria
- San Isidro
- Villa Rodas